# Гадоев, Хамид
Хамид Гадоев — советский хозяйственный и политический деятель, доктор исторических наук (1978), профессор (1980).

## Биография
Окончил Ташкентское педагогическое училище (1940) и Душанбинский педагогический институт (1944).
Учитель сельской школы в селах Катаган и Исфисор ныне Худжанда (1940—1941).
Участник Великой Отечественной войны (1941-43).
Директор школы в Чкаловском районе, секретарь ЦК ВЛКСМ Таджикистана (1946—1949), заведующий отделом партийной жизни газеты «Кызыл Таджикистан», первый заместитель председателя общества «Дониш» (1949—1951), слушатель Высшей партийной школы при ЦК Компартии Таджикистана (1951—1954), заведующий отделом пропаганды и руководитель группы лекторов ЦК КПТ (1954—1958), аспирант Академии общественных наук при ЦК КПТ (1958—1960), редактор газеты «Совет Тоҷикистони» (1960—1964), заведующий отделом пропаганды и агитации ЦК ЦК Таджикистана, директор Института истории партии при ЦК ЦК Таджикистана (1971—1988).
Избирался депутатом Верховного Совета Таджикской ССР 6-7 созывов.
Умер в 2007 году.